# Matilde Camus
Matilde Camus, nome completo Aurora Matilde Gómez Camus (Santander, 26 settembre 1919 – Santander, 28 aprile 2012), è stata una poetessa e scrittrice spagnola.

## Opere
- Vicenta García Miranda, una poetisa extremeña
- XL Aniversario del Centro de Estudios Montañeses
- Santander y el Nuevo Mundo
- Acciones de Guerra en Santander del séptimo ejército (1811-1813)
- Historia del Lugar de Monte
- Historia de San Román de la Llanilla
- Orizzonti di Gloria
- Efemérides del Lugar de Monte I
- Monasterio de San Pedro de Rocas y otras ermitas
- Historia del Lugar de Cueto I
- Efemérides del Lugar de Peñacastillo
- Historia del Lugar de Cueto II
- Prolegómenos del Cementerio Protestante de Santander y su evolución histórica
- Efemérides del Lugar de Monte II
- Mayorazgo de la Casa Mantilla de Fontibre (Reinosa)